# ویلانوا دی آگودا
ویلانوا دی آگودا (به اسپانیایی: Vilanova de la Aguda) یک منطقهٔ مسکونی در اسپانیا است که در نوگورا واقع شده‌است. ویلانوا دی آگودا ۵۳٫۷ کیلومتر مربع مساحت دارد ۴۰۹ متر بالاتر از سطح دریا واقع شده‌است.